# Joel Broberg
Joel Broberg, född 30 december 1999, är en svensk bandyspelare, som spelar i Villa Lidköping BK. Han är bror till bandyspelaren Melker Broberg.